# E! (カナダのテレビシステム)
E!（「E!エンターテインメント・テレビジョン（E! Entertainment Television）」とも呼ばれる）の最初の化身は、キャンウェストの所有で2001年から2009年まで存在したカナダ英語の私有テレビシステム。最盛期には、ケベック州、オンタリオ州、アルバータ州、ブリティッシュコロンビア州にある8つのローカルテレビ局で構成され、その中にはキャンウェストが直営（O&O）した5つの放送局と、ジム・パティソン・グループが所有する3つの関連局が含まれていた。
2001年にCHテレビジョン（CH Television）またはCH（ハミルトンにある旗艦局CHCH-TVのコールサインに由来）として開始され、キャンウェストのより大きなグローバルテレビジョンネットワークと並行して二次スケジュールを提供した。当初は、同時代替の機会を利用するために、グローバル自身のスケジュールに収まらないアメリカの放送ネットワークからの番組の放送に焦点を当てていた。2007年秋にコムキャストとの契約の結果、アメリカに拠点を置くE!:エンターテインメント・テレビジョンの番組を放送する「E!」となったが、同じアメリカのネットワークシリーズの多くをプライムタイムと午後に放映し続けた。
企業の財政難に続いて、最終的に会社は破産保護を申請し、その資産をショー・メディアに売却することになり、キャンウェストは2009年初頭に、同年秋までにE! O&Oを売却または閉鎖することを検討すると発表した。2009年8月31日に運用を終了したため、これらの放送局はさまざまな運命をたどった。2つの放送局（CHCHとモントリオールのCJNT-TV）はチャンネル・ゼロに売却され、ビクトリアのCHEK-TVは、地元の投資家と同局の従業員のコンソーシアムに売却され、ケロウナのCHBC-TVはグローバルO&Oに変更され、レッドディアのCHCA-TVは完全に閉局されるなど、これらの放送局は様々な運命をたどった。その後、パティソンが所有する3つの関連局がロジャーズ・メディアのCityネットワークに参加し、数年後にCJNTも参加した。これにより、CHCHとCHEKがこのシステムの唯一の独立系旧放送局として残っている。
アメリカのE!（現：NBCユニバーサルが所有）は後に、2010年11月下旬に発効し、以前は「スター!（Star!）」として知られていたベル・メディアのエンターテイメント専門チャンネルにチャンネルのブランドと番組を提供することで合意に達した。

## 歴史

### キャンウェストによるWIC所有局の購入
CH/E!システムは、CTVの3つの系列局、CBCの2つの系列局、主にグローバルからの番組を放送していたアルバータ州の3つの独立局、モントリオールの多文化放送局CJNT-TV、ハミルトンの独立局CHCH-TVを含む10の放送局を所有していたウェスタン・インターナショナル・コミュニケーションズ（WIC）が所有するテレビ局グループにルーツがあった。
CHCHの他に、WICの多くの放送局は、様々な種類の「ツインスティック」、または1人の所有者の下で1つの市場にサービスを提供する2つの放送局のセット、特にブリティッシュコロンビア州ローワー・メインランド、アルバータ州、モントリオール、ケロウナの市場に関与していた。 2番目の放送局は、それぞれCHEK-TV、CKRD-TV、CJNT-TV、CHBC-TVだった。
WICは所有権グループであり、それ自体がネットワークではなかった。同社は、各放送局の異なるネットワーク提携のために、第1列の局の番組編成を調整することは殆どできず、第2列のアウトレットはなおさらだった。それでも、1990年代、WICはアメリカの番組の買収を強化し、最終的には『HEY!レイモンド』、『ふたりは友達? ウィル&グレイス』、『ブルック・シールズのハロー!スーザン』、『Just Shoot Me』、『Touched by an Angel』などの番組を買収した。
これらの番組はCHCH（1997年に、同局を州全体の放送局に拡大するために「ONtv」というブランド名に変更されたが、この変更は、放送局の中核となるハミルトンの視聴者には人気がなかった）で放送され、時間枠が利用可能な場合は他の放送局でも放送された。例えば、1990年代後半のバンクーバー地域では、CTVネットワーク番組（つまり、VTVで放映されなかった週40時間）がBCTVで同じパターンで放映され、一部のWIC番組が残りの時間枠で放映された。CHEKでは、BCTVがネットワーク番組を放映していた時に、同じCTV番組が一般的にパターン外で放映され、残りのタイムスロットに追加のWIC番組がスケジュールされていた。これにより、WICはバンクーバー市場でプログラムするための1つの「完全な」放送局を効果的に獲得できた。同様に、アルバータ州では、WICのカルガリーまたはエドモントンの放送局のスケジュールに収まらないグローバルまたはWICの番組は、代わりにレッドディアのCBC提携局CKRDで放送され、州の殆どの地域でケーブルで、非ネットワークの時間枠で利用可能になった。
キャンウェストは1999年にWICの従来のテレビ部門を購入することに合意した。モントリオールのCFCF-TVを除いて全てのWIC放送局を維持するという同社の計画は、競合他社や擁護団体からの強い反対に直面した。しかし、キャンウェストはカナダ・ラジオテレビ通信委員会（CRTC）に対して、このようなツインスティック運用により、これらの放送局が当初サービスを提供することを意図していた「十分なサービスを受けていない」コミュニティをサポートできると確信させ、他のどの企業も同じレベルのサポートを提供できないと主張した（CJNTは財政的に持続可能ではなく、他の放送局はトロントやバンクーバーなどのより大きな近隣市場に焦点を合わせた）。例えば、キャンウェストはCHCHをハミルトンに新たな焦点を当てた放送局として再開することを約束した。その結果、キャンウェストはBCとアルバータのツインスティックを維持し、CJNTをCKMI-TVと再編成し、最も重要なこととして、トロントの主要市場で独自のCIII-TVとWICのCHCHの両方で新しいツインスティックを確保することができた。

### CHの開局

CHの最初のロゴ（2001年～2005年）は、グローバルのロゴと同じ三日月形のデバイスを共有している。

CHの2番目のロゴ（2005年～2007年）は、三日月形のデバイスを保持しているが、異なる配色を使用している。

2001年2月、CHCHは「ONtv」ブランドを廃止し、「CH」ブランドを採用した最初の会社になった。続いて、同年9月にCHEK（CTVから新たに脱退）と多文化放送局CJNTが続いた。最初のCHスケジュールは、実際、ブランドの変更がシーズン半ばに行われたため、CHCHでは当初、番組編成の変更は殆どなく、主にキャンウェストがWICから継承した番組編成で構成されていた。ただし、一部のWIC番組は、最終的にグローバルによって「いいとこ取り」されることになる。また、地元のグローバル加盟局との相互プロモーションを積極的に開始した。CHは発足時に「Closer to Home」というスローガンを簡単に使用したが、「CH」の文字は旗艦CHCHのコールサインに由来している。一方、CJNTは2002年まで頭文字を「Canal Horizon」または「CH Horizon」と呼んでいた。
CKRDは2005年にCBCから脱退した後（これ以前のWIC時代のようにCBC以外の時間枠でCH番組を放送していた）に参加し、その過程で元のコールレター（CHCA）に戻った。ケロウナのCHBCとカムループスのCFJC（後者はジム・パティソン・グループが所有）も2006年2月にCBCから脱退し、CHに参加した。CFJCはキャンウェストの所有ではなかったが、CHBCとの共同販売契約により、所属の切り替えが必要になった。CHBCとCFJCは、CHに代わるブランドが近い将来に登場する予定であり、「CH」時代の残りの間、独自のローカルアイデンティティを維持していた。

### E!にリブランディング
2006年初めに公開されたリポートは、キャンウェストがCH加盟局のブランド変更を検討していることを示唆していた。ただし、そのブランドは1年以上使用され続けた。2007年4月、キャンウェストは最終的に、同年秋にCH加盟局がE!としてリニューアルされることを発表し、変更は9月7日に有効になった。E!（アメリカ）の所有者であるコムキャストは、ブランド名と番組のライセンスを取得したが、カナダのE!ネットワークでは所有権を取得しなかった。
カナダでのE!の開始は、本質的に、番組ジャンルごとに1つの専門チャンネルのみを許可するCRTCポリシーの抜け穴だった、カナダの地上波システムによる専門チャンネルタイプのスケジュールの最初の採用を示した。このポリシーは2015年に廃止された（地上局は、カナダのコンテンツと現地の番組要件を満たしている限り、放送できる番組のジャンルに制限はない）。以前は、1999年にエンターテインメント/有名人のニッチなジャンルを独占するカナダの専門チャンネルとして開始されたE!の番組はスター!で放映されていた。
パティソンは2007年9月に、残りの2つのCBC系列局であるプリンス・ジョージのCKPG-TVとメディシンハットのCHAT-TVが、2008年秋に発効するキャンウェストからの番組を支持して、現在の系列を取り下げると発表した。市場にグローバルBC再放送局が存在するため、CKPGはグローバルではなくE!と提携しており、メディシンハットにサービスを提供する地上波グローバル信号がないにもかかわらず、CHATもE!に参加した。

### 終焉
リブランディングと放送範囲の拡大にもかかわらず、このシステムは評価を下げ続け、最終的には不採算のままだった。2009年2月5日、債務の増加と債権者からの圧力の高まりの中で、キャンウェストは、E! O&Oの売却または閉局の可能性を含む「戦略的選択肢」を模索すると発表し、「第2の従来のテレビネットワークはもはや会社の長期的な成功の鍵ではない」と述べた。同社は後に、CHCHとCJNTの2つの放送局を、両方を独立局として運用すると述べていたチャンネル・ゼロに売却すると発表した。
キャンウェストはまた、2009年秋の時点で残りのE!の放送局を運営しないことを明らかにし、同年7月下旬にCHBCのブランド変更と、CHCAとCHEKの閉局を発表した。しかし、以下で説明するように、CHEKの決定は後に破棄され、同局を地元のコンソーシアムに売却することが合意された。
2009年8月31日の各局の推移は次の通りである。
- チャンネル・ゼロは、8月31日0:00（東部標準時）からCHCHで、6:00からCJNTで番組を管理した（後者の新しい番組は、実際には午前中まで放送されなかった）。
- CHCAは、5:00（山岳部夏時間）までに通常の番組を終了した。その時点で、同年9月1日に放送を終了する前に、視聴者のサポートに感謝するスライドの放送を開始した。
- CHBCは、5:30（太平洋標準時）にグローバルに参加した（CHAN-TVの朝のニュースを同時放送することにより）。
- CHEKは、22:00に完全に閉局する前に、19:00までにレギュラー番組を放送する予定だったが、ニュースマガジン（英語版）番組の最高傑作である『アイランド30（Island 30）』を振り返る1時間の番組と、53年間にわたって地元のニュースを報道した2時間の回顧番組が放映された。しかし、8月31日の午後遅くまでに、売却するための交渉が再開され、CHEKの承認が無期限に遅れた。それにもかかわらず、CHEKは9月1日の時点でE!番組を放送しなくなった。同局を従業員主導のグループ（CRTCからの承認待ち）に売却する契約が9月4日に最終決定され、これにより、CHEKは放送を続けることができた。
- パティソンの放送局の番組スケジュールは、放送日を通して「通常の」E!番組を放送することを示しており、キャンウェストが提供した最後の番組『ザ・レイト・レイト・ショー・ウィズ・クレイグ・ファーガソン』は9月1日1:38（太平洋標準時）頃に終了した。ただし、その時点までに、どのキャンウェストの放送局でも放送される予定がなかったため、全てのプライムタイムと深夜番組が実際に放送されたかどうかは明らかではない。パティソンの放送局は、その朝遅くにCitytvの全国番組の放送を開始した。

システムのE!以外のプライムタイム番組の殆どの権利は、他の放送局によって取得され、そのほとんどはCitytvに渡された。一方、キャンウェストは、コムキャストとの当初の長期契約に基づいて、E!（アメリカ）のオリジナル番組に対するカナダの権利を保持していると考えられていた。これらの番組は、過去にいくつかのE!番組を放送していたグローバルやスライスなどの同社の他のチャンネル、または新しいまたはブランド変更されたE!ケーブルチャンネルに移行することが期待されていた（そのようなチャンネルが有名人/エンターテインメントのジャンルにおけるスター!の独占権を妨げないことを条件として）。しかし、そのような動きはなかった。
E!の閉鎖はキャンウェストの財政難に終止符を打たず、2009年末に向けて債権者保護を申請した。CHBCやその他のグローバルO&Oを含む放送資産は、最終的にショー・コミュニケーションズに競売にかけられ、2010年後半に新しいショー・メディア部門の一部になった。ショー・メディアは、2016年4月1日にコーラス・エンターテイメントに買収された。
2010年秋、CTVグローブメディア（後にBCE株式会社による買収後、ベル・メディアに改称）はコムキャストと新たにE!番組をスター!に戻す契約を結び、2010年11月29日にE!に改称された。E!番組とのキャンウェスト/ショー・メディアの契約が終了した状況、つまり、契約が期限切れになったのか、一方または両方の側によってキャンセルされたのかは不明である。

### その後の接続
それぞれの販売に続いて、CHCHとCHEKはどちらも、主に日中のローリングニュースと毎晩のフィーチャー映画からなるラインナップの放送を開始した。同じ映画のいくつかが両方の放送局で放映された可能性は高いが、ニュースの報道やスケジュールに関して、放送局間に明らかな調整はなく、つまり、通常、2つの放送局が同じ夜に同じ映画を放送することはない。
2010年9月以降、CHCH、CJNT、CHEK は、『ヤング・スーパーマン』『スーパーナチュラル』『Everybody Hates Chris』『CHUCK/チャック』『ナイトライン』『20/20』『60ミニッツ』『ジミー・キンメル・ライブ!』『48 Hours Mystery』などの様々なアメリカのテレビシリーズの地域権利を取得し、殆どは、サン・ニュース・ネットワークへの移行の一環として、Sun TVによって流された『NBA on ABC』のシーズン及びプレーオフゲームを選択して、同じ日に同じ番組の一部を再放送した。ただし、各局は既存の所有権とブランドを保持し、映画のスケジューリングと広告の販売を独自に続けることが期待されている。その結果、これは現在、以前のCH/E!システムの復活ではないようであえる。
チャンネル・ゼロによるロジャーズ・メディアへの保留中の売却と、関連するCJNTとロジャースのCitytvテレビシステムとの暫定的な提携契約によるもので、CJNTは2012年6月4日にこのパートナーシップから撤退した。

## 番組
E!は、アメリカの放送ネットワークから多数の番組を放映し、番組のライブラリをグローバルと共有した。当初、全国のより多くの都市で放送されたグローバルが、CHのヒット番組のいくつかを選りすぐり、メインネットワークで放映することは珍しくなかった。逆に、グローバルで放映された2つの番組が別のアメリカのネットワークで同時に放映され始めた場合、グローバル番組はCHに「ダウン」されることがあり、キャンウェストは同時代替の機会を最大化できた。E!の開始に続いて、そのようなシリーズはあるシーズンから次のシーズンにかけて2つのシステム間で交換される可能性はあったが、練習は殆ど放棄された。
アメリカのE!ネットワークからのコンテンツは、2007年9月7日のブランド変更により、同システムの日中、深夜、週末のスケジュールを通じて放送され始めた。これには、国際的にE!チャンネルで放映されるカナダで制作されたシリーズが含まれる予定だったが、その範囲は不明だった。E!番組は、カナダでE!が開局されるまで、以前はスター!で放映されていた。この変更の結果、E!番組は、以前は見られた全ての地域で利用できるわけではなかったが、E!の放送局は通常、カナダの両方の衛星プロバイダーと同様に、デジタルケーブルで利用可能だった。プライムタイムの番組は、主にアメリカの主要な放送ネットワークから供給され続けた。
CHとして、ローカル局（CHBCとCFJCを除く）は1日を通して「CH」ブランドを使用し、よく知られているコールサインを使用するのではなく、ニュース番組のタイトルを『CH News』にした。1990年代後半以降、キャンウェストの主要なグローバルネットワークのO&Oを含む、カナダの殆どのローカルテレビ局では、同様のネットワークベースのブランディング手法が一般的だった。「E!」に変換すると、同ブランドは放送日の殆どで同様に支配的になった。
同様の理由で、E!のブランディングは、同システムのバグが見られなかったPGAツアーの報道などのスポーツ番組でやや軽視された。ただし、このバグは、昼間のスケジュールで放映されるライフスタイル番組など、「エンターテインメント」ジャンル以外の一部の番組で使用された。

### ニュース
E!加盟局のローカルニュース報道やその他の地域番組では、「CH News」ブランドが使用されていた。CHがE!になると、ハミルトンでは「CHCH News」、モントリオールの局では多文化番組の「CJNT Montreal」など、ローカルブランディングに戻った。ローカルブランディングは、殆どのローカルコミュニティスポンサーシップにも使用された。この決定は、エンターテインメントニュースショー『E!ニュース』との混同を避けるために少なくとも部分的に行われたが、地元のニュース番組自体が有名人志向であると認識されないようにすることも意図していた可能性がある。
一部のE!加盟局は、CHCHがトーク番組『Live @ 5:30』を放映したが、グローバルの全国ニュース番組『グローバル・ナショナル』も放映した。

## E! HD
2008年4月18日、E!はオンタリオの局（CHCH）の高解像度同時放送を開始した。このチャンネルはデジタルケーブルで多くの地域で利用でき、ハミルトン - トロント - バッファロー地域ではCHCH-DTチャンネル18の空中信号でも利用できた。CHCHは、このデジタル信号を新しい所有権の下に保持する。さらに、CHBC、CHEK、CJNTは、2011年のアナログからデジタルへの変換により、デジタル信号に変換されている。

## E!加盟局

### 直営

システムがE!として再ブランド化された後、各局はローカル番組の時間帯にコールサインを特徴とするローカルブランドを使用し始めた。これは、CHCHの場合のブランド化スキームの下でのE!ローカルステーションロゴの典型的な例である。CHEKとパティソンの放送局（CFJC、CKPG、CHAT）は、ニュース及び一般的なブランディングにこのロゴのバリエーションを引き続き使用している。ただし、E!時代のニュースとステーションIDのグラフィックは全て置き換えられている。

注釈:
1) イタリック体のチャンネル番号は、カナダ・ラジオテレビ通信委員会による将来の使用のために割り当てられたデジタル チャネルを示す。
| 放送地域免許/市場                    | 放送局  | チャンネル TV（RF） | 所属開始年 | 所属終了年 | 備考 |
| ------------------------------------ | ------- | ------------------- | ---------- | ---------- | --- |
| ブリティッシュコロンビア州コロンビア | CHEK-TV | 6（アナログのみ）   | 2001年     | 2009年     | 当初は2009年8月31日に閉局される予定だったが、代わりに局員と地元の投資家のコンソーシアムに売却された。現在、アメリカの番組を再追加して以来、インフォマーシャル、ニュース、映画、その他のローカル番組を放送している。それ以来、イエスTVの二次系列になっている。 |
| ブリティッシュコロンビア州ケロウナ   | CHBC-TV | 2（アナログのみ）   | 2006年     | 2009年     | 現：コーラスが所有するグローバルO&O |
| アルバータ州レッドディア             | CHCA-TV | 6（アナログのみ）   | 2005年     | 2009年     | 2009年8月31日に閉局。ライセンスは同年12月16日に取消。 |
| オンタリオ州ハミルトン               | CHCH-TV | 11.1（11）          | 2001年     | 2009年     | 現：チャンネル・ゼロが所有。最初はニュース/映画形式を持っていた。アメリカの番組が再び追加されて以来、オンエアをCHCHとして識別している。予算削減のため、2015年12月に昼のオールニュース形式を廃止。                                                             |
| ケベック州モントリオール             | CJNT-TV | 62（アナログのみ）  | 2001年     | 2009年     | 現：City Montrealとして従来の英語形式でロジャーズ・メディアが所有。以前はチャンネル・ゼロが所有していたが、Metro 14という多文化形式で、外国映画やミュージックビデオ、アメリカの番組が追加されていた（後者は、同局の開局時にCFHDに引き継がれた）。             |

### 提携局と二次キャリア
E!の3つの関連局は全て、元CBCテレビジョンの提携局としてジム・パティソン・グループが所有していた。それにもかかわらず、これらはまた、キャンウェストのE!加盟局の放送上のニュース外観を採用した。3局全員が2009年9月1日にCitytv番組の放送を開始した。ただし、E!がサービスを提供していない市場の多くのグローバル加盟局に加えて、キャンウェストが所有していない他の放送局も、E!システムで通常見られる番組を放送している。これらの放送局には、CHEXやCKWSなどの以前の民間CBC系列、その後CTV系列のCJBN、CKPR、CHFDのサンダーベイ・テレビジョンツインスティック、CKSAとCITLのロイドミンスターツインスティックが含まれる。
| 放送地域免許/市場                            | 放送局  | アナログチャンネル | 所有開始年 | 所有終了年 | 所有者                     |
| -------------------------------------------- | ------- | ------------------ | ---------- | ---------- | -------------------------- |
| ブリティッシュコロンビア州カムループス       | CFJC-TV | 4                  | 2006年     | 2009年     | ジム・パティソン・グループ |
| アルバータ州メディシンハット                 | CHAT-TV | 6                  | 2008年     | 2009年     | ジム・パティソン・グループ |
| ブリティッシュコロンビア州プリンス・ジョージ | CKPG-TV | 2                  | 2008年     | 2009年     | ジム・パティソン・グループ |

## スローガン
- CHとして：
  - 2001年:Closer to Home
  - 2001年～2005年:CH Has It All!
  - 2001年～2007年:Closer to You!
- E!として
  - 2007年～2009年:Everything Entertainment